# Ellobius fuscocapillus
Ellobius fuscocapillus là một loài động vật có vú trong họ Cricetidae, bộ Gặm nhấm. Loài này được Blyth mô tả năm 1843.